# Orotato de lítio
Orotato de Lítio é um composto químico, um sal de lítio do ácido pirimidinocarboxílico (ou ácido orótico). Normalmente se apresenta como um monohidrato de fórmula LiC5H3N2O4·H2O.
Orotato de lítio tem controversialmente sido promovido a uma alternativa ao carbonato de lítio em seus usos farmacológicos. Neste composto, o lítio é ligado com um íon orotato, no lugar do íon carbonato. O orotato de lítio é comercializado sob uma grande variedade de marcas em farmácias.